# Amihan Saxum
L'Amihan Saxum è una struttura geologica della superficie di 101955 Bennu.